# جوئل کوجو
جوئل کوجو (روسی: Джоэл Коджо؛ زادهٔ ۲۱ اوت ۱۹۹۸) بازیکن فوتبال اهل قرقیزستان است که در پست مهاجم برای باشگاه فوتبال نفتچی فرغانه در لیگ ازبکستان  بازی می‌کند.

## زندگی شخصی
کوجو که در غنا متولد شده است، یک مسلمان غنایی است. او تابعیت قرقیزستان را دریافت کرد و پس از سال‌ها بازی در این کشور، به تیم ملی قرقیزستان پیوست.

## دوران باشگاهی

### دوردوی بیشکک
در ۱۱ ژانویه ۲۰۲۲، باشگاه دوردوی بیشکک اعلام کرد که کوجو را با قراردادی یک‌ساله به خدمت گرفته است.
کوجو فصل ۲۰۲۲ را به‌عنوان بهترین گلزن باشگاه به پایان رساند و ۱۰ گل در لیگ و یک گل در سوپر جام قرقیزستان به ثمر رساند. در ۲۴ ژانویه ۲۰۲۳، باشگاه دوردوی بیشکک اعلام کرد که کوجو پس از پایان قراردادش در نوامبر گذشته از باشگاه جدا شده است.

### دینامو سمرقند
در ۲۷ فوریه ۲۰۲۳، باشگاه دینامو سمرقند اعلام کرد که کوجو را با قراردادی یک‌ساله به خدمت گرفته است. در ۲۹ مارس ۲۰۲۳، کوجو برای تیم دینامو سمرقند در پیروزی ۳–۰ برابر تیم نوابهار نمنگان هت‌تریک کرد.

### استقلال تهران
کوجو در ۲۱ دی ۱۴۰۳ با عقد قراردادی سه و نیم ساله به باشگاه فوتبال استقلال تهران پیوست. او پس از به ثمر رساندن ۲ گل برای استقلال تهران پس از یک نیم فصل از باشگاه استقلال تهران جدا شد.

## آمار باشگاهی
| باشگاه     | دسته       | فصل        | لیگ  | لیگ | جام حذفی | جام حذفی | آسیا | آسیا | سوپر جام | سوپر جام | مجموع | مجموع |
| باشگاه     | دسته       | فصل        | بازی | گل  | بازی     | گل       | بازی | گل   | بازی     | گل       | بازی  | گل    |
| ---------- | ---------- | ---------- | ---- | --- | -------- | -------- | ---- | ---- | -------- | -------- | ----- | ----- |
| استقلال    | لیگ برتر   | ۰۴–۱۴۰۳    | ۱۱   | ۲   | ۳        | ۰        | ۳    | ۱    | –        | –        | ۱۷    | ۳     |
| مجموع آمار | مجموع آمار | مجموع آمار | ۱۱   | ۲   | ۳        | ۰        | ۳    | ۱    | –        | –        | ۱۷    | ۳     |

## آمار ملی

### بازی‌های ملی
تا تاریخ ۱۰ ژوئن ۲۰۲۵
| قرقیزستان | قرقیزستان | قرقیزستان | قرقیزستان |
| سال       | بازی      | گل        | پاس گل    |
| --------- | --------- | --------- | --------- |
| ۲۰۲۳      | ۹         | ۲         | ۰         |
| ۲۰۲۴      | ۱۴        | ۸         | ۰         |
| ۲۰۲۵      | ۴         | ۰         | ۰         |
| مجموع     | ۲۷        | ۱۰        | ۰         |

### گل‌های ملی
| شماره | تاریخ           | میزبان | بازی ملی | حریف     | نتیجه | رقابت                  |
| ----- | --------------- | ------ | -------- | -------- | ----- | ---------------------- |
| ۱     | ۱۱ سپتامبر ۲۰۲۳ | دبی    | ۳        | کویت     | ۳–۱   | دوستانه                |
| ۲     | ۱۱ سپتامبر ۲۰۲۳ | دبی    | ۳        | کویت     | ۳–۱   | دوستانه                |
| ۳     | ۹ ژانویه ۲۰۲۴   | دوحه   | ۱۱       | ویتنام   | ۲–۱   | دوستانه                |
| ۴     | ۲۵ ژانویه ۲۰۲۴  | دوحه   | ۱۳       | عمان     | ۱–۱   | جام ملت‌های آسیا ۲۰۲۳   |
| ۵     | ۲۶ مارس ۲۰۲۴    | بیشکک  | ۱۵       | تایوان   | ۵–۱   | مقدماتی جام جهانی ۲۰۲۶ |
| ۶     | ۲۶ مارس ۲۰۲۴    | بیشکک  | ۱۵       | تایوان   | ۵–۱   | مقدماتی جام جهانی ۲۰۲۶ |
| ۷     | ۲۶ مارس ۲۰۲۴    | بیشکک  | ۱۵       | تایوان   | ۵–۱   | مقدماتی جام جهانی ۲۰۲۶ |
| ۸     | ۱۰ سپتامبر ۲۰۲۴ | بیشکک  | ۱۹       | ازبکستان | ۲–۳   | مقدماتی جام جهانی ۲۰۲۶ |
| ۹     | ۱۹ نوامبر ۲۰۲۴  | بیشکک  | ۲۳       | ایران    | ۲–۳   | مقدماتی جام جهانی ۲۰۲۶ |
| ۱۰    | ۱۹ نوامبر ۲۰۲۴  | بیشکک  | ۲۳       | ایران    | ۲–۳   | مقدماتی جام جهانی ۲۰۲۶ |

## دوران ملی
در ۱۸ مه ۲۰۲۳، کوجو برای اولین بار به تیم ملی قرقیزستان دعوت شد تا در ترکیب این تیم برای مسابقات قهرمانی فوتبال آسیای مرکزی ۲۰۲۳ حضور داشته باشد. در ۱۶ ژوئن ۲۰۲۳، کوجو اولین بازی خود برای تیم ملی قرقیزستان را انجام داد و در دقیقه ۵۸ به‌جای آتای جوماشِف در شکست ۵–۱ مقابل ایران وارد زمین شد.
در ۲۵ ژانویه ۲۰۲۴، کوجو تنها گل قرقیزستان را در رقابت‌های جام ملت‌های آسیا ۲۰۲۳ در تساوی ۱–۱ مقابل عمان به ثمر رساند، گلی که به‌طور مستقیم باعث حذف هر دو تیم قرقیزستان و عمان و صعود تیم اندونزی شد، و او به‌عنوان یک ناجی و قهرمان در اندونزی شناخته شد.
در ۲۶ مارس ۲۰۲۴، کوجو اولین هت‌تریک ملی خود را در جریان مسابقات مقدماتی جام جهانی ۲۰۲۶ در پیروزی ۵–۱ مقابل تیم ملی چین تایپه در بازی خانگی به ثمر رساند.

## افتخارات

### آلای
- کاپ قرقیزستان: ۲۰۲۰
- سوپر جام قرقیزستان: ۲۰۱۸

### دوردوی بیشکک
- لیگ برتر قرقیزستان: ۲۰۲۱
- سوپر جام قرقیزستان: ۲۰۲۱، ۲۰۲۲

### استقلال
- جام حذفی
  - قهرمان (۱): ۰۴–۱۴۰۳

### فردی
- آقای گل لیگ برتر فوتبال قرقیزستان: ۲۰۱۸[۱۳]